# Marla Sokoloff
Marla Lynne Sokoloff (ur. 19 grudnia 1980 w San Francisco) – amerykańska aktorka. Największą popularność przyniosła jej rola Gii Mahan w serialu Pełna chata.
Jest córką lekarza Howarda Sokoloffa i Cindi Sussman, która została menadżerką córki. Ma brata Jareda (ur. 1977). Spotykała się z aktorem Jamesem Franco (2000–2004).

## Wybrana filmografia
- 2000 − Wszystkie chwyty dozwolone jako Maggie
- 2000 − Stary, gdzie moja bryka? jako Wilma
- 2001 − Niesamowita częstotliwość jako Darcy King
- 2001 − Słodkie i ostre jako Lisa
- 2003 − Mroczna prawda jako Connie
- 2004 − Sposób na kobietę jako Marjorie
- 2004 − Gotowe na wszystko jako Claire
- 2005 − Pomylona miłość jako Ruth
- 2005 − Zastępstwo z niespodzianką jako Gina
- 2009 − Flower Girl jako Laurel Haverford
- 2010 − Gift of the Magi jako Della Young
- 2012 – Świąteczna randka jako Rebecca[1]